# The Runaways
The Runaways — американская рок-группа, образовавшаяся в 1975 году в Лос-Анджелесе, Калифорния, и исполнявшая хард-рок с элементами глэма и панка. Появление Runaways поначалу было воспринято как не более чем рекламный трюк антрепренёра Кима Фоули, но впоследствии было признано, что они быстро переросли собственную репутацию и оказались практически первой женской группой в истории, добившейся заметного успеха на хард-рок-сцене. В конечном итоге стиль группы, а главное, отношение к музыке, сыграли существенную историческую роль: Runaways проложили путь на большую сцену тем исполнительницам, которые стремились играть громкий гитарный рок (прежде считавшийся уделом мужчин), а кроме того (согласно Allmusic) выпустили по меньшей мере «один неоспоримо классический сингл-манифест для девочки-бунтарки» — «Cherry Bomb».
Выпустив четыре студийных альбома, The Runaways в 1979 году распались. Две участницы коллектива, Лита Форд и Джоан Джетт, начали успешную сольную карьеру.

## История группы
История The Runaways берёт начало в 1975 году на вечеринке у Элиса Купера. Именно здесь Ким Фоули познакомился с Кари Кром (англ. Kari Krome), писавшей тексты «уличной тематики». Под впечатлением от беседы он решил создать чисто женский ансамбль той же направленности. Как раз в это время Кром вошла в состав, который возглавляла гитаристка Джоан Джетт и в котором участвовала барабанщица Сэнди Уэст (англ. Sandy West). Фоули немедленно установил над трио опеку.
Вскоре выяснилось, что Кром — слабая вокалистка, и её заменила в составе Мики Стил, начавшая осваивать и бас-гитару. Поздней осенью 1975 года трио записало демо Born To Be Bad. Стил покинула состав (позже она присоединилась к The Bangles), а на её место пришла найденная по объявлению гитаристка Лита Форд. Вокалисткой стала Шери Кэрри (англ. Cherie Currie), а бас-гитаристкой — сначала некая Пэгги Фостер, продержавшаяся в группе несколько недель, а затем — Джеки Фокс (англ. Jackie Fox), прежде игравшая на гитаре. Все участницы квинтета к моменту его образования практически не вышли из подросткового возраста.
Группа без особого труда вошла в бизнес: этому способствовали как привлекательный для агентов-мужчин сценический образ Кэрри, выступавшей в нижнем белье, так и влиятельность Фоули. В феврале 1976 года, подписав контракт с Mercury Records, Runaways приступили к работе над дебютным альбомом. The Runaways, вышедший несколько месяцев спустя, был встречен прохладно. С одной стороны (как отмечает Allmusic), Фоули был известен всем прежде всего как авантюрист-манипулятор, и многие относились к его проектам с предубеждением, с другой — в 1975 году представление о подростковом девичьем рок-ансамбле, который играл и пел бы песни собственного сочинения о сексе, алкоголе и уличной жизни, для Америки было в новинку. Пресса пренебрежительно отозвалась о Runaways как о сексплуатационном проекте, сфабрикованном исключительно «на продажу». Несмотря на все усилия Фоули по продвижению своего детища, дебютный альбом застрял в нижних слоях Billboard 200. Примерно в это время, ранней осенью 1976 года, The Runaways дали свой первый концерт в легендарном нью-йоркском панк-клубе CBGB’s.
Второй альбом группы Queens of Noise вышел в начале 1977 года и в коммерческом отношении был ненамного более успешным, — прежде всего, из-за неприятия группы радиостанциями. Однако, когда квинтет в том же году отправился в японское турне, девушек встретили полные залы и восторженная аудитория, вовсе не воспринимавшая их коллективный сценический образ как пародию на сексуальные фантазии стареющих менеджеров. Более того, сингл «Cherry Bomb» возглавил японские чарты. Концертный альбом Live in Japan, записанный в ходе турне, был позже выпущен в США.
Несмотря на этот первый привкус международного успеха, отношения внутри коллектива стали портиться — отчасти (согласно Allmusic) конфликты обострялись из-за того, что участницы злоупотребляли некоторыми запрещёнными препаратами. По возвращении The Runaways в Лос-Анджелес Джеки Фокс вышла из состава; ходили слухи (неоднократно опровергавшиеся), что в Японии она пыталась покончить с собой. В конце того же года ушла вокалистка Кэрри, у которой случались частые стычки с Фоули. Джетт стала ведущей вокалисткой, и для работы над третьим альбомом была приглашена новая бас-гитаристка, Вики Блю (англ. Vicki Blue). Выпущенный в конце года альбом Waiting for the Night даже не вошёл в американские чарты. К этому времени Фоули утратил интерес к группе и в начале следующего года ушёл с должности менеджера.
Тот факт, что Джетт взяла на себя роль неофициального лидера, обострил конфликт: ей были ближе панк и глэм, в то время как Уэст и Форд предпочитали классические хард-рок и хэви метал. Ещё один альбом, And Now…The Runaways, вышел в конце года, но только в Европе и Японии (лишь позже он был издан в США под заголовком Little Lost Girls, с изменённым порядком треков). После новогоднего концерта Блю ушла из группы, её заменила Лори МакЭлистер (англ. Laurie McAllister), но в апреле 1979 года покинула группу Джетт, и вскоре после этого The Runaways официально объявили о распаде.
Кэрри выпустила в 1978 году сольный альбом Beauty’s Only Skin Deep, затем совместно с сестрой-близняшкой Мари — альбом Messin' With the Boys (1980). Фокс поступила на юридический факультет и стала впоследствии прокурором. Форд после неудачной попытки создать группу с Уэст начала успешную сольную карьеру. Ещё более знаменательным для последующего изменения отношения к наследию группы (как отмечает Allmusic) был сольный успех Джоан Джетт, которая образовала собственную группу и записывающую компанию, добилась международного успеха с синглом «I Love Rock ’n’ Roll» и некоторое время спустя была объявлена одной из провозвестниц феминистского хардкор-панк-движения Riot Grrrl.
Возникавшие время от времени слухи о возможном воссоединении не реализовывались, но одноимённый фильм 2010 года «Ранэвэйс» (где Кристен Стюарт сыграла Джетт, а Дакота Фэннинг — Кэрри) способствовал заметному повышению интереса к группе рок-аудитории нового поколения.

## Участники
| Бывшие участницы - Джоан Джетт — ритм-гитара (1975—1979), соло-гитара (1975), бэк-вокал (1975—1977, 1978); ведущий вокал (1977—1979), бас-гитара (1977, 1979) - Сэнди Уэст — ударные, перкуссия, бэк-вокал (1975—1979; умерла в 2006); ведущий вокал (1978) - Мишель "Мики" Стил — ведущий вокал, бас-гитара (1975) - Лита Форд — соло-гитара, бэк-вокал (1975—1976, 1976—1979); ритм-гитара (1977, 1979) бас-гитара (1978); ведущий вокал (1978) - Пэгги Фостер — бас-гитара (1975) - Пол Голдвин — ведущий вокал (1975) - Шери Керри — ведущий вокал (1975—1977); тамбурин, малый барабан (1977) - Джеки Фокс — бас-гитара, бэк-вокал (1975—1976, 1976—1977) - Вики Блю — бас-гитара, бэк-вокал (1977—1978) - Лори Макэлистер — бас-гитара (1978—1979; умерла в 2011) | Сессионные музыканты - Родни Бингенхаймер — оркестровка The Runaways (1976) - Найджел Харрисон — бас-гитара (1978) - Неизвестный — клавишные (1978) - Дуэйн Хитчингс — клавишные на And Now… The Runaways (1978) |

Временная шкала

## Дискография
- The Runaways (1976), #194 US
- Queens of Noise (1977), #172 US
- Live in Japan (1977)
- Waitin' for the Night (1977)
- And Now… The Runaways (1978)
- Flaming Schoolgirls (1980)
- Little Lost Girls (1981)
- I Love Playin' With Fire (1982)
- The Best Of The Runaways (1982)
- Born to be Bad (1991)
- Neon Angels (1992)
- The Runaways featuring Joan Jett and Lita Ford (1997)